# La mia città
Singles représentant l'Italie au Concours Eurovision de la chanson
L'essenziale
(2013) Grande amore
(2015)
La mia città (littéralement : Ma ville) est une chanson interprétée par la chanteuse italienne Emma Marrone et qui a été choisie par la télévision publique italienne RAI pour représenter l'Italie au Concours Eurovision de la chanson 2014.